# Oussama Darfalou
Oussama Darfalou (Menaâ, 29 september 1993) is een Algerijns voetballer die doorgaans speelt als spits. In juli 2025 verliet hij Shaanxi Union.

## Clubcarrière
Darfalou speelde in de jeugd van A Bou Saâda en kwam daarna achtereenvolgens uit in de opleidingen van ES Sétif en USM Alger. In de zomer van 2014 verliet hij die laatste club en hij ging spelen voor RC Arbaâ. In het seizoen 2014/15 kwam de aanvaller tot twaalf competitiegoals en na één jaar afwezigheid haalde USM hem weer terug. In zijn eerste twee seizoenen schipperde hij tussen bank en basis maar in de jaargang 2017/18 had hij overwegend een basisplaats. Hij kwam uiteindelijk tot achttien doelpunten dat jaar, goed voor de titel als topscorer van de Ligue 1.
In juni 2018 liep zijn verbintenis af bij Alger en hierop tekende hij een vierjarig contract bij Vitesse. Hij maakte daar zijn debuut in de Eredivisie op 12 augustus 2018, thuis tegen FC Groningen. Bryan Linssen, Matúš Bero, Roy Beerens, Jake Clarke-Salter en Tim Matavž scoorden voor Vitesse en Ritsu Doan deed wat terug: 5–1. Darfalou begon op de reservebank en coach Leonid Sloetski liet hem een kwartier voor tijd invallen voor Matavž. Zijn eerste wedstrijd als basisspeler speelde hij in de KNVB Beker, waar Vitesse op bezoek ging bij RKAV Volendam. Maikel van der Werff opende de score in dit duel, waarna Darfalou de voorsprong voor rust verdubbelde. Uiteindelijk zorgde RKAV-speler Nick Tol voor de aansluitingstreffer van de thuisploeg. In de Eredivisie mocht de Algerijn op 7 oktober 2018 voor het eerst in de basis starten, tegen Heracles Almelo. Nadat Navarone Foor voor het eerste doelpunt had gezorgd, was Darfalou goed voor twee doelpunten (op aangeven van achtereenvolgens Linssen en Martin Ødegaard). Alexander Büttner zorgde met een benutte strafschop voor het slotakkoord: 4–0.
In zijn tweede seizoen bij Vitesse kwam de Algerijnse aanvaller minder aan spelen toe. Tijdens de winterstop van het seizoen 2019/20 werd Darfalou tot aan het eind van het seizoen op huurbasis overgenomen door degradatiekandidaat VVV-Venlo, dat behoefte had aan een scorende spits. Vanwege de coronacrisis in Nederland kwam Darfalou daar slechts acht wedstrijden in actie waarin hij drie keer scoorde, waarna hij weer terugkeerde bij Vitesse. In het seizoen 2020/2021 reikte Vitesse tot de finale van de KNVB Beker, maar verloor deze met 2–1 van AFC Ajax. Hij verving in dit duel Oussama Tannane in de negenentachtigste minuut.
In de winterstop van het seizoen 2021/22 werd Darfalou voor een halfjaar verhuurd aan PEC Zwolle. Daar speelde hij twaalf wedstrijden, waarin hij tweemaal scoorde, tegen SC Cambuur (3-4 overwinning) en Fortuna Sittard (1-0 winst). Toch kon hij niet voorkomen dat PEC laatste eindigde en degradeerde. Hij keerde terug bij Vitesse, waar zijn contract afliep. Na zijn transfervrije vertrek uit Arnhem tekende Darfalou voor twee jaar bij Maghreb Fez. Daar werd zijn contract al na een halfjaar, vier wedstrijden en twee goals ontbonden, waarna hij terugkeerde in Nederland bij FC Emmen. Hier tekende hij een contract voor anderhalf jaar tot de zomer van 2024. Mede door blessureleed kwam hij daar tot slechts tien optredens en een halfjaar later verruilde hij de gedegradeerde club voor CR Belouizdad. Na een half jaar zonder club vertrok Darfalou naar het Chinese Shaanxi Union.

## Clubstatistieken
| Seizoen | Club          | Competitie | Competitie | Competitie | Beker | Beker | Overige | Overige | Totaal | Totaal |
| Seizoen | Club          | Competitie | Wed.       | Dlp.       | Wed.  | Dlp.  | Wed.    | Dlp.    | Wed.   | Dlp.   |
| ------- | ------------- | ---------- | ---------- | ---------- | ----- | ----- | ------- | ------- | ------ | ------ |
| 2014/15 | RC Arbaâ      | Ligue 1    | 30         | 12         | 6     | 2     | —       | —       | 36     | 14     |
| 2015/16 | USM Alger     | Ligue 1    | 11         | 4          | 0     | 0     | 2       | 0       | 13     | 4      |
| 2016/17 | USM Alger     | Ligue 1    | 19         | 8          | 2     | 0     | 7       | 4       | 28     | 12     |
| 2017/18 | USM Alger     | Ligue 1    | 27         | 18         | 2     | 0     | 9       | 6       | 38     | 24     |
| 2018/19 | Vitesse       | Eredivisie | 25         | 7          | 3     | 1     | 1       | 0       | 29     | 8      |
| 2019/20 | Vitesse       | Eredivisie | 6          | 0          | 2     | 2     | —       | —       | 8      | 2      |
| 2019/20 | → VVV-Venlo   | Eredivisie | 8          | 3          | 0     | 0     | —       | —       | 8      | 3      |
| 2020/21 | Vitesse       | Eredivisie | 32         | 8          | 4     | 0     | —       | —       | 36     | 8      |
| 2021/22 | Vitesse       | Eredivisie | 12         | 1          | 0     | 0     | 8       | 0       | 20     | 1      |
| 2021/22 | → PEC Zwolle  | Eredivisie | 11         | 2          | 1     | 0     | —       | —       | 12     | 2      |
| 2022/23 | Maghreb Fez   | Botola Pro | 4          | 2          | 0     | 0     | —       | —       | 4      | 2      |
| 2022/23 | FC Emmen      | Eredivisie | 8          | 0          | 0     | 0     | 2       | 0       | 10     | 0      |
| 2023/24 | CR Belouizdad | Ligue 1    | 13         | 2          | 0     | 0     | 7       | 2       | 20     | 4      |
| 2024/25 | CR Belouizdad | Ligue 1    | 0          | 0          | 0     | 0     | 1       | 0       | 1      | 0      |
| 2025    | Shaanxi Union | League One | 10         | 4          | 1     | 1     | 0       | 0       | 11     | 5      |
| Totaal  | Totaal        | Totaal     | 216        | 71         | 21    | 6     | 37      | 12      | 274    | 89     |

Bijgewerkt op 23 juli 2025.

## Erelijst
| Ligue 1  | 1 | 2015/16 |
| Supercup | 1 | 2016/17 |